# 내핵
1. 대륙 지각
2. 해양 지각
3. 상부 맨틀
4. 하부 맨틀
5. 외핵
6. 내핵

1. 모호로비치치 불연속면
2. 핵-맨틀 경계
3. 외핵–내핵 경계

지구의 내부 구조

지구의 내부 구조 개략도.

내핵(內核, inner core)은 지구의 가장 안쪽에 있는 지질학적 층이다. 주로 고체 공으로 이루어져 있으며, 반지름은 약 1,230 km로 지구 반지름의 약 20% 또는 달 반지름의 70%에 해당한다.
맨틀과는 달리, 내핵은 직접 측정을 위해 접근 가능한 샘플이 없다. 내핵의 특성은 주로 지진파와 지자기 측정으로부터 추론되었다. 내핵은 주로 철-니켈 합금과 다른 원소로 구성되어 있다고 추정된다. 표면 온도는 약 5,700 K (5,430 °C; 9,800 °F)로 추정되며, 이는 태양 표면 온도와 비슷하다.
내핵은 사이먼-글라첼 방정식에 따라 높은 압력으로 인해 고온에서도 고체 상태를 유지한다.

## 과학적 역사
지구에 용융된 외핵과 구별되는 고체 내핵이 존재한다는 사실은 1936년 덴마크 지진학자 잉에 레만의 연구를 통해 발견되었다. 레만은 뉴질랜드에서 발생한 지진의 지진 기록(지표면의 민감한 지진계에 의해 감지됨)을 연구했다. 특이한 지진파형을 보고 지진파가 내핵 경계에서 반사된다는 것을 추론하고, 내핵의 반지름이 1,400 km이라고 추정했는데, 이는 현재 받아들여지는 값인 1,221 km과 크게 다르지 않다. 1938년 베노 구텐베르크와 찰스 릭터는 더 광범위한 데이터를 분석하여 외핵의 두께를 1,950 km로 추정했고, 내핵으로의 급격하지만 연속적인 300 km 두께의 전이 구간이 존재함을 주장했으며 이는 내핵의 반지름이 1,230~1,530 km 사이임을 암시했다.:p.372
몇 년 뒤인 1940년, 이 내핵이 고체 철로 이루어졌다는 가설이 제기되었다. 1952년, 프랜시츠 버치는 사용 가능한 데이터에 대한 상세한 분석을 발표하고 내핵이 아마도 결정형 철일 것이라고 결론 내렸다.
내핵과 외핵 사이의 경계는 때때로 "레만 불연속면"이라고 불리지만, 이 이름은 일반적으로 다른 불연속면을 의미한다. 키스 에드워드 불렌의 이름을 따서 "불렌" 또는 "레만-불렌 불연속면"이라는 이름이 제안되었지만, 그 사용은 드물게 보인다. 내핵의 강성은 1971년에 확인되었다.
애덤 지에원스키와 제임스 프리먼 길버트는 큰 지진으로 인해 발생하는 지구의 일반 모드 진동 측정이 액체 외핵과 일치함을 입증했다. 2005년에는 전단파가 내핵을 통과하는 것이 감지되었는데, 이 주장은 처음에는 논란이 있었지만 현재는 받아들여지고 있다.

## 데이터 출처

### 지진파
과학자들이 내핵의 물리적 특성에 대해 가지고 있는 거의 모든 측정값은 내핵을 통과하는 지진파에서 얻은 것이다. 깊은 지진은 가장 유익한 파동을 생성하는데, 지구 표면에서 30km 이상 깊이(맨틀이 상대적으로 더 균질한 곳)에서 발생하며, 전 세계의 지진계에 의해 표면에 도달할 때 기록된다.
지진파는 고체 또는 액체 물질을 통과할 수 있는 "P"(초기 또는 압력) 압축파와, 단단하고 탄성적인 고체만을 통해 전파될 수 있는 "S"(2차 또는 전단) 전단파를 포함한다. 두 파동은 서로 다른 속도를 가지며 동일한 물질을 통과할 때 서로 다른 속도로 감쇠된다.
특히 흥미로운 것은 "PKiKP" 파동인데, 이는 표면 근처에서 시작하여 맨틀-핵 경계를 가로질러 핵(K)을 통과하고, 내핵 경계(i)에서 반사되며, 액체 핵(K)을 다시 통과하여 맨틀로 되돌아와 표면에서 압력파(P)로 감지되는 압력파(P)이다. 또한 내핵(I)을 통과하며 그 표면(i)에서 반사되지 않는 "PKIKP" 파동도 흥미롭다. 이러한 신호는 근원지에서 감지기까지의 경로가 직선에 가까울 때, 즉 반사된 PKiKP 파동의 경우 수신기가 근원지 바로 위에 있을 때, 투과된 PKIKP 파동의 경우 대척점에 있을 때 해석하기가 더 쉽다.
S파는 내핵에 도달하거나 내핵에서 나올 수 없지만, P파는 내핵과 외핵 사이의 경계에 비스듬한 각도로 부딪힐 때 S파로 변환될 수 있고, 그 반대도 가능하다. "PKJKP" 파동은 PKIKP 파동과 유사하지만, 내핵에 진입할 때 S파로 변환되어 S파(J)로 내핵을 통과한 후 내핵을 나갈 때 다시 P파로 변환된다. 이 현상 덕분에 내핵이 S파를 전파할 수 있으며, 따라서 고체여야 한다는 사실이 알려졌다.

### 기타 출처
내핵에 대한 다른 정보 출처는 다음과 같다.
- 지자기. 이는 주로 외핵의 유체 및 전류에 의해 생성되는 것으로 보이지만, 이러한 전류는 고체 내핵의 존재와 내핵에서 흘러나오는 열에 의해 강하게 영향을 받는다. (철로 만들어져 있음에도 불구하고, 핵은 퀴리 온도 이상이므로 강자성이 아니다.)
- 지구의 질량, 중력장, 회전 관성. 이들 모두는 내부 층의 밀도와 크기에 의해 영향을 받는다.[21]
- 큰 지진으로 인해 지구가 종처럼 "울릴" 때 발생하는 지구 전체 진동의 자연 진동 주파수와 모드. 이러한 진동 또한 내부 층의 밀도, 크기 및 형태에 크게 의존한다.[22]

## 물리적 특성

### 지진파 속도
핵 내부의 S파 속도는 중심에서 약 3.7 km/s에서 표면에서 약 3.5 km/s로 약간 변한다. 이는 하부 지각의 S파 속도(약 4.5 km/s)보다 훨씬 느리며, 외핵 바로 위의 깊은 맨틀(약 7.3 km/s)의 속도보다 절반도 안 된다.:fig.2
핵 내부의 P파 속도 또한 중심에서 약 11.4 km/s에서 표면에서 약 11.1 km/s로 약간 변한다. 그런 다음 내핵-외핵 경계에서 갑자기 약 10.4 km/s로 떨어진다.:fig.2

### 크기와 형태
지진 데이터에 따르면, 내핵의 반지름은 약 1,221 km(지름 2,442 km)로 추정되며, 이는 지구 반지름의 약 19%이자 달 반지름의 70%에 해당한다.
부피는 약 76억 세제곱 킬로미터(7.6 × 1018 m3)로, 지구 전체 부피의 약 1⁄146(0.69%)이다.
내핵의 형태는 지구 표면처럼 편평 타원체에 가깝지만, 더 구형에 가깝다고 여겨진다. 편평률  f 는 1⁄400에서 1⁄416 사이로 추정되며:f.2, 이는 지구 축을 따른 반지름이 적도 반지름보다 약 3km 짧다는 의미이다. 비교해 보면, 지구 전체의 편평률은 약 1⁄300에 가까우며, 극 반지름은 적도 반지름보다 21km 짧다.

### 압력과 중력
지구 내핵의 압력은 외핵과 내핵 경계에서의 압력보다 약간 더 높다. 약 330 to 360 기가파스칼 (3,300,000 to 3,600,000 atm) 범위이다.
내핵 표면에서의 중력 가속도는 4.3 m/s2로 계산될 수 있다. 이는 지구 표면 값(9.8 m/s2)의 절반 이하다.

### 밀도와 질량
내핵의 밀도는 중심에서 약 13.0 kg/L(= g/cm3 = t/m3)에서 표면에서 약 12.8 kg/L로 약간 변한다고 여겨진다. 다른 물질 특성과 마찬가지로, 그 표면에서 밀도가 갑자기 떨어진다. 내핵 바로 위에 있는 액체는 약 12.1 kg/L로 훨씬 덜 밀도가 높다고 여겨진다. 비교를 위해, 지구 상부 100km의 평균 밀도는 약 3.4 kg/L이다.
이러한 밀도는 내핵의 질량이 약 1023 kg으로, 지구 전체 질량의 1⁄60(1.7%)임을 의미한다.

### 온도
내핵의 온도는 내핵 경계에서 철이 받는 압력(약 330 GPa)에서 불순한 철의 녹는점으로부터 추정할 수 있다. 이러한 고려 사항에 따라, 2002년 D. 알페 외는 내핵 온도를 5,400 K (5,100 °C; 9,300 °F)에서 5,700 K (5,400 °C; 9,800 °F) 사이로 추정했다. 그러나 2013년 S. 안젤리니 외는 실험적으로 철의 녹는점에 대해 훨씬 더 높은 온도인 6,230 ± 500 K (5,957 ± 500 °C; 10,754 ± 900 °F)를 얻었다.
철은 이처럼 높은 온도에서도 고체로 존재할 수 있는데, 이는 그 녹는점이 해당 압력에서 극적으로 증가하기 때문이다(클라우지우스-클라페롱 방정식 참조).

### 자기장
2010년 브루스 버핏은 액체 외핵 내부의 평균 지자기가 약 2.5 밀리테슬라(25 가우스)라고 추정했는데, 이는 지표면 최대 자기장의 약 40배에 달한다. 그는 달과 태양이 지표면 대양에 작용하는 것처럼 액체 외핵에도 조석을 일으킨다는 알려진 사실에서 출발했다. 그는 액체의 움직임이 국부 자기장을 통과하면서 전류를 생성하고, 이 전류가 옴의 법칙에 따라 열로 에너지를 소산시킨다는 것을 관찰했다. 이 소산은 다시 조석 운동을 감쇠시키고, 이전에 감지된 지구의 장동 이상 현상을 설명한다. 그는 이 후자의 효과 크기로 자기장을 계산할 수 있었다. 내핵 내부의 자기장도 비슷한 강도를 가질 것으로 추정된다. 간접적이긴 하지만, 이 측정값은 지구의 진화나 핵의 구성에 대한 어떠한 가정에도 크게 의존하지 않는다.

### 점성도
지진파는 핵을 마치 고체인 것처럼 통과하지만, 측정값은 고체 물질과 극도로 점성적인 물질을 구별할 수 없다. 따라서 일부 과학자들은 내핵 내부에서 느린 대류가 있을 수 있는지(맨틀에서 존재한다고 믿어지는 것처럼) 고려해 왔다. 이것은 지진 연구에서 감지된 비등방성에 대한 설명이 될 수 있다. 2009년 B. 버핏은 내핵의 점성도를 1018 Pa·s로 추정했는데, 이는 물의 100경 배, 피치의 10억 배 이상에 달한다.

## 구성
내핵의 구성에 대한 직접적인 증거는 아직 없다. 그러나 태양계에서 다양한 화학 원소의 상대적 분포, 행성 형성 이론, 그리고 지구 나머지 부피의 화학적 특성으로 인해 부과되거나 암시되는 제약에 기초하여, 내핵은 주로 철-니켈 합금으로 구성되어 있다고 여겨진다.
핵의 추정된 압력과 온도에서 순수한 철은 고체일 수 있지만, 그 밀도는 알려진 핵 밀도를 약 3% 초과할 것으로 예측된다. 이 결과는 니켈의 존재 가능성 외에도 핵에 규소, 산소 또는 황과 같은 가벼운 원소가 존재함을 의미한다. 최근 추정치(2007년)는 최대 10%의 니켈과 2~3%의 미확인 경원소의 존재를 허용한다.
D. 알페 등의 계산에 따르면 액체 외핵에는 8-13%의 산소가 포함되어 있지만, 철이 결정화되어 내핵을 형성할 때 산소는 대부분 액체 상태로 남는다.
실험실 실험과 지진파 속도 분석에 따르면 내핵은 특히 헥사고날 밀집 충전(HCP) 구조를 가진 결정형 철인 엡실론-철로 구성되어 있는 것으로 보인다. 이 구조는 소량의 니켈과 다른 원소의 포함을 여전히 허용할 수 있다.

## 구조
많은 과학자는 처음에 내핵이 균질할 것이라고 예상했다. 동일한 과정이 전체 형성 과정 동안 균일하게 진행되었을 것이기 때문이다. 심지어 지구의 내핵이 철의 단결정일 수도 있다고 제안되기도 했다.

### 축 정렬비등방성
1983년 G. 푸피네트와 다른 연구자들은 PKIKP 파동(내핵을 통과하는 P파)의 이동 시간이 적도 평면의 직선 경로보다 남북 방향의 직선 경로에서 약 2초 더 짧다는 것을 관찰했다. 극지방에서의 지구 편평률(지구 전체의 약 0.33%, 내핵의 약 0.25%)과 지각 및 상부 맨틀의 이질성을 고려하더라도, 이 차이는 P파(넓은 파장 범위)가 내핵을 남북 방향으로 통과할 때 그에 수직인 방향보다 약 1% 더 빠르다는 것을 의미했다.
이 P파 속도 비등방성은 더 많은 지진 데이터를 포함한 후속 연구와 지구 전체의 자유 진동 연구를 통해 확인되었다. 일부 저자들은 이 차이에 대해 최대 4.8%의 더 높은 값을 주장했지만, 2017년 대니얼 프로스트와 바버라 로마노비치는 그 값이 0.5%에서 1.5% 사이임을 확인했다.

### 비축성 비등방성
일부 저자들은 내핵의 일부 영역에서는 P파 속도가 N-S 축에 비스듬하거나 수직인 방향에서 더 빠르다고 주장했다. 그러나 이러한 주장을 프로스트와 로마노비치가 반박했며, 이들은 대신 최대 속도 방향이 지구의 회전 축에 가능한 한 가깝다고 주장한다.

### 비등방성의 원인
실험실 데이터와 이론적 계산은 엡실론-철의 HCP 결정에서 압력파의 전파 역시 강하게 비등방성을 나타내며, 하나의 "빠른" 축과 두 개의 동일하게 "느린" 축이 있음을 보여준다. 핵의 결정이 남북 방향으로 정렬하는 경향은 관찰된 지진 이상을 설명할 수 있다.
이러한 부분적인 정렬을 유발할 수 있는 한 가지 현상은 내핵 내부에서 적도에서 극 방향으로 또는 그 반대 방향으로의 느린 흐름("크리프")이다. 이 흐름은 결정이 흐름 방향에 따라 부분적으로 재정렬되도록 유발할 것이다. 1996년 S. 요시다 외는 이러한 흐름이 극지방보다 적도에서 더 높은 빙결 속도로 인해 발생할 수 있다고 제안했다. 그런 다음 적도에서 극 방향으로의 흐름이 내핵에서 형성되어 표면의 정적 평형을 회복시키는 경향이 있을 것이다.
다른 이들은 필요한 흐름이 내핵 내부의 느린 열 대류 때문에 발생할 수 있다고 제안했다. T. 유쿠타케는 1998년에 그러한 대류 운동이 가능성이 낮다고 주장했다. 그러나 2009년 B. 버핏은 내핵의 점성도를 추정하여 그러한 대류가 발생할 수 있었다고 밝혔는데, 특히 핵이 더 작았을 때 그러했다.
다른 한편, M. 버그만은 1997년에 비등방성이 철 결정이 결정축이 냉각 열 흐름 방향과 정렬될 때 더 빠르게 성장하는 경향 때문이라고 제안했다. 따라서 그는 내핵에서 나오는 열 흐름이 방사형 방향으로 편향될 것이라고 제안했다.
1998년, S. 카라토는 자기장의 변화 또한 시간이 지남에 따라 내핵을 천천히 변형시킬 수 있다고 제안했다.

### 여러 층
2002년 M. 이시이와 A. 지에원스키는 고체 내핵이 그 주변 껍질과는 다소 다른 특성을 가진 "최심부 내핵"(IMIC)이 있다는 증거를 제시했다. 차이의 성격과 IMIC의 반지름은 2019년 현재까지도 해결되지 않았으며, 후자의 제안은 300 km에서 750 km까지 다양하다.
A. 왕과 X. 송은 2018년에 약 500 km 반지름의 "내부 내핵"(IIC), 약 600km 두께의 "외부 내핵"(OIC) 층, 그리고 100km 두께의 등방성 껍질로 구성된 3층 모델을 제안했다. 이 모델에서 "더 빠른 P파" 방향은 OIC에서는 지구 축과 평행하지만, IIC에서는 그 축에 수직이다. 그러나 이 결론은 내핵에 급격한 불연속성이 필요하지 않으며, 단지 깊이에 따른 점진적인 특성 변화만 있을 뿐이라는 주장에 의해 논란이 되고 있다.
2023년에 한 연구는 "비등방적으로 구별되는 가장 안쪽 내핵", 즉 약 650 km 두께의 가장 안쪽 구체와 "약하게 비등방성인 외부 껍질로의 전이"에 대한 새로운 증거를 보고했다. 이는 "과거의 중요한 전지구적 사건의 화석 기록일 수 있다"고 한다. 이들은 IIC 원자들이 외부 층보다 약간 다르게 [밀집]되어 있어 지진파가 IIC를 통과하는 속도가 주변 핵을 통과하는 속도와 다르다고 제안한다(P파 속도는 지구 자전축에서 약 50° 떨어진 곳에서 약 4% 더 느림).

### 측면 변화
1997년 S. 다나카와 H. 하마구치는 지진 데이터를 바탕으로 내핵 물질의 비등방성이 남북 방향으로 향하지만, "서반구"(약 서경 70°, 대략 콜롬비아 아래)보다 내핵의 "동반구"(약 동경 110°, 대략 보르네오섬 아래)에서 더 두드러진다고 주장했다.:fg.9
알부시와 다른 이들은 이 비대칭이 동반구에서의 용융과 서반구에서의 재결정화 때문일 수 있다고 제안했다. C. 핀레이는 이 과정이 지구 자기장의 비대칭을 설명할 수 있다고 추측했다.
그러나 2017년 프로스트와 로마노비치는 이러한 초기 추론에 이의를 제기하며, 데이터는 약한 비등방성만을 보여주며 남북 방향의 속도가 적도 방향보다 0.5%에서 1.5%만 빠르고, 동서 방향의 변화는 명확한 징후가 없다고 주장했다.

### 기타 구조
다른 연구자들은 내핵 표면의 특성이 1 km만큼 작은 거리에서도 장소마다 다르다고 주장한다. 이러한 변화는 내핵 경계를 따른 측면 온도 변화가 극히 작다는 것이 알려져 있기 때문에(이 결론은 자기장 관측에 의해 확고하게 제약된다) 놀랍다.

## 성장

지구 내핵과 외핵의 움직임, 그리고 그것이 생성하는 자기장에 대한 개략도.

지구 내핵은 지구 내부의 점진적인 냉각(10억 년당 약 100도)으로 인해 내핵과의 경계에서 액체 외핵이 냉각되고 고체화되면서 서서히 성장하는 것으로 생각된다.
알페와 다른 이들의 계산에 따르면, 철이 내핵에 결정화될 때, 내핵 바로 위의 액체는 산소가 풍부해지며, 따라서 나머지 외핵보다 밀도가 낮아진다. 이 과정은 외핵에 대류 전류를 생성하며, 이는 지구 자기장을 생성하는 전류의 주요 동인으로 생각된다.
내핵의 존재는 또한 외핵의 액체 운동에 영향을 미치므로 자기장을 고정하는 데 도움이 될 수 있다.

## 역학
내핵은 지구의 고체 맨틀에 단단히 연결되어 있지 않기 때문에, 지구의 나머지 부분보다 약간 더 빠르게 또는 느리게 회전할 가능성이 오랫동안 고려되어 왔다. 1990년대에 지진학자들은 수십 년에 걸쳐 내핵을 통과하는 지진파 특성 변화를 관찰함으로써 이러한 종류의 초회전을 감지했다고 다양한 주장을 펼쳤다. 이는 내핵이 특정 방향으로 파동을 더 빠르게 전달하는 앞서 언급한 특성을 이용한 것이다. 1996년 X. 송과 P. 리처즈는 맨틀에 대한 내핵의 "초회전"을 연간 약 1도로 추정했다. 2005년, 그들과 J. 장은 "지진 이중선"(지구 반대편 같은 위치에서 수년 간격으로 발생하는 지진을 같은 관측소에서 기록한 것) 기록을 비교하여 이 추정치를 연간 0.3도에서 0.5도로 수정했다. 2023년, 내핵이 2009년경부터 행성 표면보다 빠르게 회전하는 것을 멈췄으며, 현재는 더 느리게 회전하고 있을 가능성이 보고되었다. 이것이 큰 영향을 미칠 것으로는 생각되지 않으며, 진동의 한 주기는 약 70년으로 추정되며, 이는 다른 여러 지구물리학적 주기성, "특히 하루의 길이와 자기장"과 일치한다.
1999년, M. 그레프-레프츠와 H. 레그로스는 태양과 달의 중력장이 해양 조석을 유발하는 동시에 지구에 돌림힘을 가하여 자전축에 영향을 미치고 자전 속도를 늦춘다는 점에 주목했다. 이러한 돌림힘은 주로 지각과 맨틀에 작용하므로, 그들의 자전축과 속도는 외핵의 유체 전체 회전 및 내핵의 회전과 다를 수 있다. 내핵 내부의 전류와 자기장 때문에 역학은 복잡하다. 그들은 내핵의 축이 약 1일 주기로 약간 요동친다는 것을 발견했다. 지구의 진화에 대한 몇 가지 가정 하에, 그들은 외핵 내부의 유체 운동이 과거 여러 시점(30억, 18억, 3억 년 전)에 조석력과 공명했을 것이라고 결론 내렸다. 각 시점은 2억~3억 년 동안 지속되었으며, 더 강한 유체 운동으로 인해 발생한 추가적인 열이 내핵의 성장을 멈췄을 수 있다.

## 나이
내핵의 나이에 대한 이론은 지구의 역사에 대한 이론의 일부이다. 지구의 고체 내핵은 지구가 냉각되면서 처음에는 완전히 액체 상태였던 핵에서 형성되었다는 것이 널리 받아들여지고 있다. 그러나 이 과정이 언제 시작되었는지는 알려져 있지 않다.
내핵의 나이를 추정하는 데 주로 두 가지 접근 방식이 사용되어 왔다. 지구 냉각에 대한 열역학적 모델링과 고지자기학적 증거 분석이다. 이 방법들로 얻은 추정치는 0.5억 년에서 2억 년까지 다양하다.

### 열역학적 증거

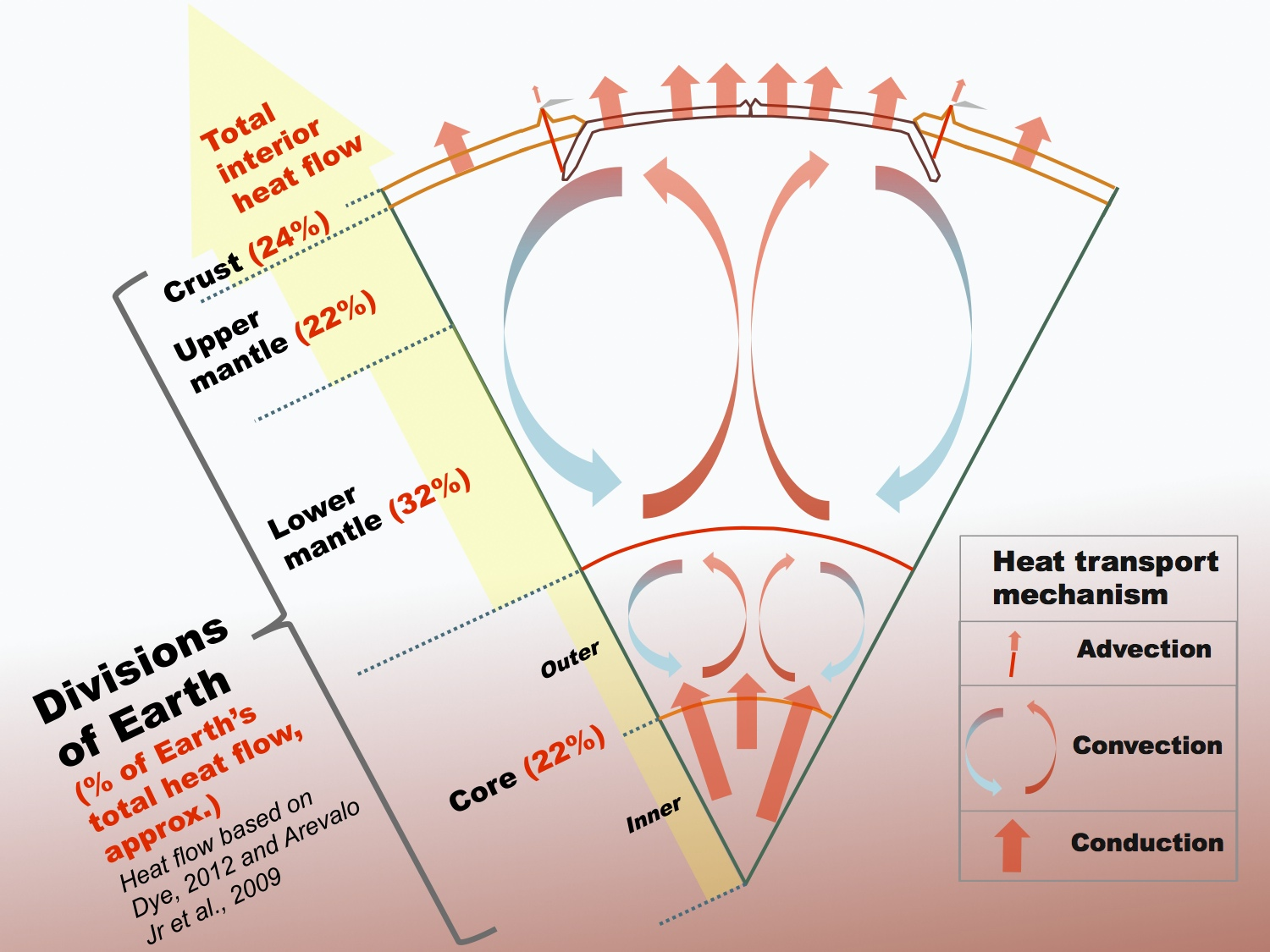
S.T. 다이와 R. 아레발로에 따른 지구 내부의 열 흐름.

내핵의 나이를 추정하는 한 가지 방법은 핵-맨틀 경계 (CMB)에서 열유속의 최소값에 의해 제약되는 지구의 냉각을 모델링하는 것이다. 이 추정치는 지구 자기장이 주로 핵의 액체 부분에서 발생하는 대류 전류에 의해 유발된다는 지배적인 이론과 이러한 전류를 유지하는 데 최소한의 열유속이 필요하다는 사실에 기반한다. 현재 CMB의 열유속은 지구 표면에서 측정된 열유속 및 측정된 맨틀 대류설 속도와 관련되어 있기 때문에 신뢰할 수 있게 추정할 수 있다.
2001년 S. 라브로스와 동료들은 핵에 방사성 동위 원소가 없다고 가정하고 내핵의 나이를 1±0.5억 년으로 추정했는데, 이는 지구와 그 액체 핵의 추정 나이(약 45억 년)보다 훨씬 적은 값이다. 2003년, 같은 연구진은 핵에 합리적인 양의 방사성 동위 원소가 포함되어 있다면 내핵의 나이가 수억 년 더 많을 수 있다고 결론 내렸다.
2012년 M. 포초와 다른 이들의 이론적 계산은 철 및 다른 가설적 핵 물질의 전기 전도도가 그곳에서 예상되는 높은 압력과 온도에서 이전 연구에서 가정한 것보다 두세 배 더 높다는 것을 보여주었다. 이러한 예측은 2013년 고미와 다른 이들의 측정에 의해 확인되었다. 전기 전도도의 높은 값은 열전도율 추정치를 90W/m·K로 증가시켰고, 이는 다시 나이 추정치를 7억 년 미만으로 낮추었다.
그러나 2016년 코노프코바와 다른 이들은 내핵 조건에서 고체 철의 열전도도를 직접 측정하여 훨씬 낮은 값인 18-44 W/m·K를 얻었다. 이 값으로 그들은 내핵의 나이에 대한 상한을 42억 년으로 얻었으며, 이는 고지자기학적 증거와 양립 가능하다.
2014년, 드리스콜과 베르코비치는 핵에서 포타슘-40의 붕괴로 인한 3 TW의 방사능 발열을 인용하여 소위 맨틀 열 재앙과 새로운 핵 역설을 피한 지구의 열 역사를 발표했다. 핵에서 그러한 높은 K 풍부도는 실험적인 분할 연구에 의해 뒷받침되지 않으므로, 그러한 열 역사는 여전히 매우 논쟁의 여지가 있다.

### 고지자기학적 증거
지구의 나이를 추정하는 또 다른 방법은 다양한 시기에 형성된 암석에 갇힌 지구 자기장의 역사적 변화("고지자기 기록")를 분석하는 것이다. 고체 내핵의 유무는 핵에서 다른 동적 과정을 초래하여 자기장에 눈에 띄는 변화를 가져올 수 있다.
2011년 스미르노프와 다른 이들은 신원생대 (28억~25억 년 전)와 원생누대 (25억~5억 4100만 년 전)에 형성된 방대한 암석 샘플의 고지자기학을 분석했다. 그들은 신원생대 동안 지자기장이 그 이후보다 자기 쌍극자에 더 가까웠음을 발견했다. 그들은 이 변화를 그 시대 동안 다이나모 효과가 핵에 더 깊이 뿌리박혀 있었던 반면, 그 이후에는 핵-맨틀 경계에 더 가까운 전류의 중요성이 커졌다는 증거로 해석했다. 그들은 또한 이 변화가 35억~20억 년 전 사이에 고체 내핵의 성장 때문일 수 있다고 추측한다.
2015년 비긴 외는 광범위하고 신중하게 선정된 선캄브리아 시대 샘플 세트에 대한 분석을 발표하고, 10억~15억 년 전 사이에 지구 자기장 강도와 분산의 현저한 증가를 관찰했다. 이 변화는 충분히 견고한 측정값이 부족하여 이전에 감지되지 않았다. 그들은 이 변화가 지구의 고체 내핵 탄생 때문일 수 있다고 추측했다. 그들의 연대 추정치로부터 그들은 외핵의 열전도율에 대해 상당히 적당한 값을 도출했으며, 이는 지구의 열 진화에 대한 더 간단한 모델을 가능하게 했다.
2016년 P. 드리스콜은 0.0–2.0 Ga에 걸친 고지자기장 진화에 대한 상세한 예측을 하는 수치 진화 다이나모 모델을 발표했다. 진화 다이나모 모델은 드리스콜과 베르코비치(2014)의 열 이력 해법에 의해 생성된 시간 가변 경계 조건에 의해 구동되었다. 진화 다이나모 모델은 1.7 Ga 이전에 강한 자기장 다이나모가 다중극성임을, 1.0–1.7 Ga에는 강한 자기장 다이나모가 주로 쌍극성임을, 0.6–1.0 Ga에는 비축성 쌍극자인 약한 자기장 다이나모임을, 그리고 내핵 핵형성 이후 0.0–0.6 Ga에는 강한 자기장 다이나모가 주로 쌍극성임을 예측했다.
2019년 보노 외가 발표한 에디아카라기 (약 5억 6천 5백만 년 전 형성) 암석 샘플 분석 결과, 그 시기 동안 비정상적으로 낮은 강도와 두 가지 뚜렷한 지자기장 방향이 나타났는데, 이는 드리스콜(2016)의 예측을 뒷받침한다. 그 시기 주변의 높은 자기장 역전 빈도에 대한 다른 증거를 고려할 때, 그들은 이러한 이상 현상이 내핵 형성의 시작 때문일 수 있으며, 이 경우 내핵의 나이는 5억 년이 된다고 추측한다. P. 드리스콜의 News and Views는 보노 연구 결과 이후의 현장 상태를 요약한다. 캄브리아기 시대의 새로운 고지자기 데이터는 이 가설을 뒷받침하는 것으로 보인다.

## 같이 보기
- 지구동역학
- 지구의 구조
- 철질운석
- 지구의 열적 역사
- 지구 중심 여행

## 참고 문헌
- Tkalčić, Hrvoje (March 2015). 《Complex inner core of the Earth: The last frontier of global seismology》. 《Reviews of Geophysics》 53. 59–94쪽. Bibcode:2015RvGeo..53...59T. doi:10.1002/2014RG000469. hdl:1885/68142.